# Pelina
Pelina – imię żeńskie; żeński odpowiednik imienia Pelin. Jego patronem jest św. Pelin, zm. w 361 r., pod rządami Juliana Apostaty. 
Pelina imieniny obchodzi 5 grudnia.